# Eutichurus arnoi
Eutichurus arnoi là một loài nhện trong họ Miturgidae.
Loài này thuộc chi Eutichurus. Eutichurus arnoi được miêu tả năm 1994 bởi Bonaldo.